# Ein ungezähmtes Leben (Roman)
Ein ungezähmtes Leben (Half Broke Horses) ist ein Roman von Jeannette Walls über das Leben ihrer Großmutter Lily Casey Smith im 20. Jahrhundert. Er erschien im Jahr 2009 und ergänzt die Autobiografie Schloss aus Glas über Walls’ außergewöhnliche Kindheit. Ein ungezähmtes Leben belegte insgesamt 115 Wochen einen Platz auf der SPIEGEL‑Bestsellerliste. Vom Abitur 2015 bis zum Abitur 2018 war der Roman Pflichtlektüre in Baden-Württemberg im Fach Englisch.

## Entstehung
Da die Leser infolge von Walls Roman Schloss aus Glas viele Fragen über das Leben ihrer Mutter stellten, entschied sie sich, einen Roman über ihre Großmutter zu schreiben, die sich, entgegen den Erwartungen der Leser, deutlich von ihrer Mutter unterschied. Sie verfasste den Roman in erster Person, aus Lilys Sicht, um ihre entschiedene Stimme besser wiedergeben zu können.

## Inhalt

### Handlung
Ein ungezähmtes Leben erzählt die Geschichte von Lily Casey Smith (geboren Casey), der Großmutter der Autorin Jeannette Walls. Sie wird als starke, temperamentvolle und einfallsreiche Frau porträtiert, die Armut und Katastrophen überwindet, stets mit der positiven Einstellung „Wenn Gott ein Fenster schließt, öffnet er eine Tür.“ Als Kind wächst sie an der Grenze zu Texas auf und lernt dort Pferde zu zähmen. Schon mit fünfzehn Jahren reitet sie fünfhundert Meilen allein auf dem Pferd, um erstmals ihrem zeitweiligen Beruf als Lehrerin nachzugehen. Später bewirtschaftet Lily eine größere Rinderfarm in Arizona, zusammen mit ihrem Gatten Big Jim und ihren zwei Kindern. Als talentierte Frau verdient sie nebenher durch Pokern, Schwarzbrennerei und Pferderennen Geld und setzt sich weiterhin gegen Vorurteile und Ungerechtigkeiten gegenüber Frauen ein, was sie gelegentlich in Schwierigkeiten bringt. Ein ungezähmtes Leben beschreibt zudem die Freiheiten des Lebens auf dem Land, sowie die Freuden und Anstrengungen; es setzt Mut und Geist der Protagonistin in Szene. Jeannette Walls bezeichnet ihr Werk als eine Nacherzählung von Geschichten, die über Jahre von ihrer Familie überliefert wurden und die sie, im Stil einer mündlichen Überlieferung, in einem Roman aufarbeitet.

### Aufbau
Der Roman ist im Original in folgende zehn Kapitel gegliedert:
- I. Salt Draw
- II. Die Wundertreppe („The Miraculous Staircase“)
- III. Versprechungen („Promises“)
- IV. Die Rote Seidenbluse („The Red Silk Shirt“)
- V. Lämmchen („Lambs“)
- VI. Frau Lehrerin („Teacher Lady“)
- VII. Der Garten Eden („The Garden of Eden“)
- VIII. Schnüfflerinnen („Gumshoes“)
- IX. Der Flieger („The Flyboy“)
- Epilog. Die kleine Krabbe („The Little Critter“)

### Personen
- Lily Casey Smith: Hauptperson und ich-Erzählerin. Zu Beginn 10 Jahre alt.
- Daisy Mae Peacock: Mutter von Lily.
- Robert Adam Casey: Vater von Lily. Wuchs auf einer Ranch im Hondo Valley in New Mexico auf.
- Buster: jüngerer Bruder von Lily.
- Helen: jüngere Schwester von Lily, hat sich umgebracht, nachdem sie erfahren hat, dass sie schwanger ist
- Robert Casey: Großvater väterlicherseits. War einer der ersten Anglos, die sich im Hondo Valley niederließen und kam bei den Streiten um Grundstücksgrenzen und Wasserrechte ums Leben, als sein Sohn 14 Jahre alt war.
- Ted Conover: erster Ehemann Lilys, in Chicago.
- James Holloman Smith „Big Jim“: zweiter Ehemann Lilys.
- James Robert Smith „Little Jim“: Sohn Lilys
- Rosemary: Tochter Lilys
- Minnie Hanagan: Freundin von Lily. Stirbt bei einem Arbeitsunfall in der Abfüllerei.
- Rex Walls: Schwiegersohn Lilys
- Mother Albertina: Nonne und Schulleiterin in Santa Fe.
- Rooster: Guter Freund, den Lily in Red Lake kennenlernt.

### Textausgaben
englisch
- Jeannette Walls: Half broke horses. Simon & Schuster, London 2009, ISBN 978-1-84737-675-6.
- Jeannette Walls: Half broke horses: a true-life novel. ed. by Sylvia Loh; Eva-Maria Schmitt; Andreas Sedlatschek. Cornelsen, Berlin 2013, ISBN 978-3-06-033251-9.
- Jeannette Walls: Half broke horses: a true-life novel. ed. by Ulrike Klein; Gabriele Kugler-Euerle. Schöningh, Paderborn 2013, ISBN 978-3-14-041164-6.
- Jeannette Walls: Half broke horses: a true-life novel. Hrsg. von Ernst Kemmner. Reclam, Stuttgart 2013, ISBN 978-3-15-019866-7.

deutsch
- Jeannette Walls: Ein ungezähmtes Leben. Aus dem Amerikan. von Ulrike Wasel und Klaus Timmermann. Hoffmann und Campe, Hamburg 2010, ISBN 978-3-455-40250-6.
- Jeannette Walls: Ein ungezähmtes Leben. Aus dem Amerikan. von Ulrike Wasel und Klaus Timmermann. Diana-Verl., München 2011, ISBN 978-3-453-35562-0.

### Sekundärliteratur
- Sarah Nowotny: Lektürehilfen Jeanette Walls, Half broke horses. inklusive Abitur-Fragen mit Lösungen, ausführliche Inhaltsangabe mit Interpretation. Klett Lerntraining, Stuttgart 2013, ISBN 978-3-12-923082-4.
- Michael Thürwächter: Half broke horses: Jeannette Walls. Inhaltsangaben und Interpretationen, Themen und Wortschatz, Musterklausur. Cornelsen, Berlin 2013, ISBN 978-3-06-033254-0.